# Бодзевко-Перше
Бодзевко-Перше (пол. Bodzewko Pierwsze) — село в Польщі, у гміні П'яскі Гостинського повіту Великопольського воєводства.
Населення — 196 осіб (2011).
У 1975-1998 роках село належало до Лешненського воєводства.

## Демографія
Демографічна структура станом на 31 березня 2011 року:
|          | Загалом | Допрацездатний вік | Працездатний вік | Постпрацездатний вік |
| -------- | ------- | ------------------ | ---------------- | -------------------- |
| Чоловіки | 90      | 20                 | 65               | 5                    |
| Жінки    | 106     | 32                 | 57               | 17                   |
| Разом    | 196     | 52                 | 122              | 22                   |